# أسل دقيق
الأسَل الدقيق (باللاتينية: Juncus minutulus) هو نوع نباتي ينتمي إلى جنس الأسل من الفصيلة الأسلية.

## البيئة والانتشار
موطنه تركيا واليونان ومعظم مناطق أوروبا، وانتشر أيضًا في جنوب شرق أستراليا.